# Ipaporanga
Ipaporanga là một đô thị thuộc bang Ceará, Brasil. Đô thị này có diện tích 701,99 km², dân số năm 2007 là 11340 người, mật độ 16,15 người/km².